# Colin Falkland Gray
Vous lisez un « bon article » labellisé en 2022.
Colin Falkland Gray, né le 9 novembre 1914 à Christchurch (Nouvelle-Zélande) et mort le 1er août 1995 à Porirua (Nouvelle-Zélande), est un officier de la Royal Air Force (RAF) ayant notamment servi durant la Seconde Guerre mondiale, au cours de laquelle il remporte 27 victoires aériennes, en plus de deux autres en collaboration. Il est le meilleur as néo-zélandais du conflit.
Ayant tenté de s'engager dans la RAF à deux reprises, en vain notamment à cause de problèmes médicaux, Colin Gray est finalement enrôlé en 1938 et devient pilote un mois après le déclenchement de la Seconde Guerre mondiale. Il participe aux combats avec le No. 54 Squadron pendant la bataille de France avant de prendre part à la bataille d'Angleterre, durant laquelle il abat 14 avions ennemis. Pour cet exploit, il reçoit la Distinguished Flying Cross. Placé au repos à partir de septembre avec son escadron, Gray est chargé de former les nouveaux pilotes pendant quelques mois avant de revenir au front au début de l'année 1941.
En septembre de la même année, il est chargé du commandement du No. 616 Squadron, principalement affecté à la défense aérienne de l'est de l'Angleterre. À la fin de l'année 1942, il est transféré sur le théâtre d'opérations méditerranéen et moyen-oriental à la tête du No. 81 Squadron. En 1943, il est promu wing commander et participe à un certain nombre d'opérations dans le cadre de la campagne d'Afrique du Nord et de la campagne d'Italie lors desquelles il remporte 13 victoires supplémentaires, ce qui lui vaut d'être décoré de l'ordre du Service distingué. Il revient ensuite en Europe et, en septembre 1944, commande une escadre en soutien aux opérations aéroportées de la bataille d'Arnhem (Hollande). Il s'agit de ses dernières missions de combats, puisqu'il termine la guerre à la tête d'un escadron basé dans les Orcades (îles d'Écosse).
Après la guerre, Colin Gray occupe divers postes au sein de l'état-major de la RAF. Il est notamment officier d'état-major chargé des opérations aériennes lors de l'insurrection communiste malaise. Colin Gray prend sa retraite en 1961 et retourne en Nouvelle-Zélande où il travaille pour Unilever. Il meurt en 1995 à l'âge de 80 ans.

## Jeunesse
Colin Falkland Gray et son frère jumeau Kenneth naissent  le 9 novembre 1914 à Christchurch, plus grande ville de l'île du Sud de la Nouvelle-Zélande. Ils sont les fils d'un ingénieur électricien, Robert Leonard Gray, et de sa femme, Margaret, née Langford. Colin fréquente plusieurs écoles, passant deux ans au Christ's College de Christchurch, une année au Wellesley College (en) dans la région de Wellington, avant de terminer sa scolarité à la Napier Boys' High School (en) à Napier, sur l'île du Nord. Il trouve ensuite un emploi de commis à Napier en 1933, dans l'entreprise Dalgety and Company (en), la plus importante du pays dans le domaine du conseil et de la gestion financière des activités d'élevage. Il exerce ce métier de 1933 à 1938.
En avril 1937, les jumeaux Gray font une demande de service court (short service commission) dans la Royal Air Force (RAF),. Alors que Kenneth est accepté, Colin est rejeté pour des raisons de santé : il souffre de la grippe au moment de son examen médical.
Colin demande ensuite à rejoindre l'unité de réservistes de l'armée de l'air, mais il est à nouveau refusé pour des raisons médicales,. Il reçoit divers avis médicaux selon lesquels il ne serait jamais jugé apte à servir dans la RAF, notamment en raison d'une ostéomyélite touchant un os de la jambe et d'une propension à la conjonctivite. Colin Gray change alors de travail pour tenter d'améliorer sa condition physique : il passe près d'un an à rassembler des moutons dans diverses exploitations agricoles, un travail long, physique et parfois dangereux. En septembre 1938, il passe avec succès un troisième examen médical et est accepté pour un service court dans la RAF. Bien qu'il lui soit possible de s'entraîner avec la Royal New Zealand Air Force (RNZAF), Gray choisit de rejoindre le Royaume-Uni. Sa formation de pilote commence au début de l'année 1939 à la No. 1 Elementary Flying Training School à Hatfield dans le Hertfordshire. Il est ensuite transféré à la No. 11 Flying Training School (en)  dans le Shropshire en avril. Il y obtient son brevet de pilote en juillet, avant de suivre un entraînement avancé. Colin Gray devient finalement pilot officer en octobre 1939, un mois après le déclenchement de la Seconde Guerre mondiale,.

## Seconde Guerre mondiale
Colin Gray est affecté en novembre 1939 au No. 54 Squadron, un escadron équipé de Spitfire et basé à Hornchurch. Il y côtoie un autre pilote néo-zélandais, Alan Deere, appelé à devenir lui aussi un as.

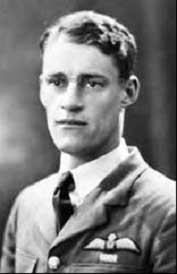
Kenneth Gray, le frère jumeau de Colin.

Au cours des premiers mois de la guerre, l'escadron va et vient entre les bases de Hornchurch et de Rochford, pour s'entraîner et effectuer des patrouilles pour couvrir les convois en Mer du Nord. Gray est confirmé dans son grade (jusqu'ici accordé à titre temporaire) de pilot officer le 17 janvier 1940. Il est très affecté par la mort de son frère jumeau Kenneth, devenu pilote de bombardier et tué en Écosse dans un accident aux commandes de son Armstrong Whitworth Whitley le 1er mai 1940,.

### Bataille de France
Le No. 54 Squadron pousse ses patrouilles au-delà de la mer du Nord lorsque les Allemands envahissent la France et le Benelux à partir du 10 mai 1940. Colin Gray effectue le 16 mai sa première mission dans le secteur de Calais et Dunkerque. Le 24, il participe à son premier combat aérien, lors duquel il parvient à toucher deux chasseurs Messerschmitt Bf 109 au-dessus de Calais, sans avoir pour autant la certitude que les avions allemands ont été abattus,. Dès le lendemain, Gray remporte sa première victoire confirmée aux commandes du Spitfire N3172 en abattant un Bf 109 au-dessus de Gravelines lors d'une mission d'escorte de bombardiers Fairey Swordfish. Son appareil essuie cependant de nombreux tirs, qui forcent Gray à rentrer en urgence à Hornchurch après avoir perdu ses indicateurs de vitesse et de carburant ainsi que le contrôle de son système d'armement, des freins et d'un aileron,.
Le No. 54 Squadron est rapidement épuisé par la fréquence des missions au-dessus de Dunkerque (où il contribue à la couverture aérienne de l'opération Dynamo) et passe donc les derniers jours de mai 1940 au repos sur la base de Catterick. L'escadron revient cependant à Hornchurch dès le 4 juin pour reprendre les missions de reconnaissance en France et en Belgique. À partir du 25 juin, Colin Gray est posté avec le reste de son unité à Rochford. Le 3 juillet, il revendique une victoire probable sur un Dornier Do 215 appartenant au Kampfgeschwader 77,.

### Bataille d'Angleterre

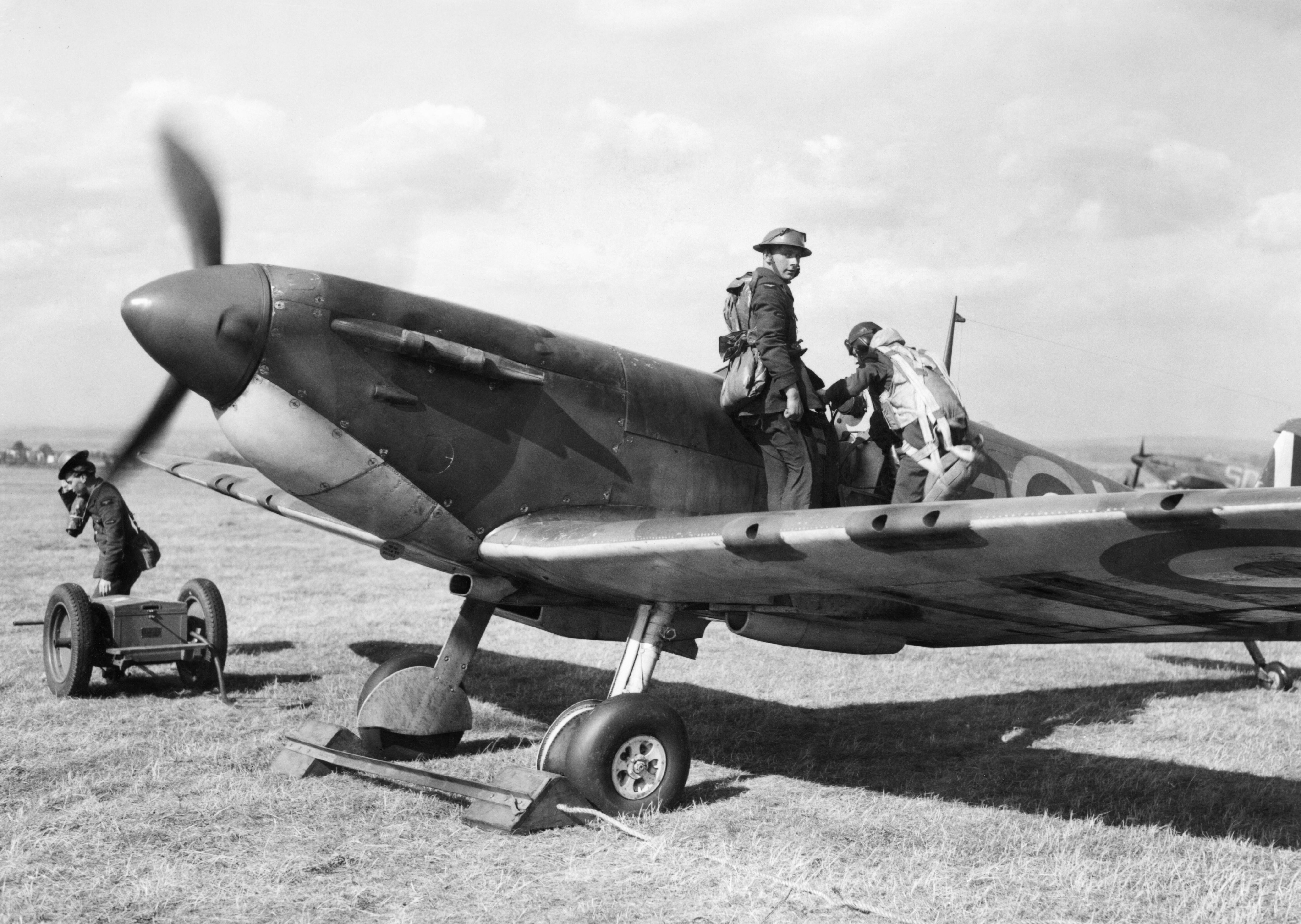
Un Spitfire Mk I en cours de préparation pour une sortie pendant la bataille d'Angleterre

La première phase de la bataille d'Angleterre commence le 10 juillet 1940, lorsque les attaques de la Luftwaffe sur des cibles le long de la côte anglaise et sur les navires sont intensifiées dans le cadre du Kanalkampf (combat de la Manche) après la défaite sur le continent et le rembarquement des troupes britanniques à Dunkerque. La domination de la Manche et du ciel britannique est alors essentielle pour les Allemands, qui prévoient l'opération Seelöwe (l'invasion du Royaume-Uni).
Étant intégré au No. 11 Group, l'escadron de Gray participe à la défense de Londres et du sud-est de l'Angleterre, l'un des secteurs les plus durs de la bataille. Le 13 juillet, Colin remporte sa première victoire en solo en abattant un Bf 109 dans la Manche. Le 24, son escadron intercepte un groupe de bombardiers escorté par 30 Bf 109. Colin en abat probablement un, avant d'en abattre un autre de manière certaine. Après avoir vu le pilote qu'il vient d'abattre sauter dans la Manche, Gray communique par radio la position de l'Allemand pour qu'il soit fait prisonnier, mais ce dernier ne survit pas au temps passé dans l'eau,. Le lendemain, Gray revendique une autre victoire probable sur un Bf 109 qui escortait un groupe de Stukas au large de Douvres. Le 26 juillet, le No. 54 Squadron est envoyé une nouvelle fois en repos à Catterick. Il est alors l'escadron ayant fait le plus de sorties de tout le No. 11 Group. Colin, pour sa part, a effectué 68 sorties sur le seul mois de juillet,.
Le No. 54 Squadron replonge dès le 8 août dans la bataille d'Angleterre, en opérant à nouveau depuis la base de Hornchurch. C'est lors de cette période que Colin Gray va enregistrer sa première série de victoires, en raison de l'intensité des combats aériens. Le 12 août, il abat deux Bf 109 (l'un près de Douvres et l'autre au-dessus du Cap Gris-Nez, où il s'écrase sur une plage). Il s'agit de ses 4e et 5e victoires homologuées, ce qui lui permet de devenir un as. Deux autres Bf 109 de la Jagdgeschwader 54 tombent sous les tirs du néo-zélandais le 16 août au-dessus de Douvres,. Deux jours plus tard, Gray participe à la destruction d'un Messerschmitt Bf 110 et endommage un bombardier Dornier Do 17 lors d'une deuxième sortie. Toujours le même jour, et au cours d'une troisième sortie, il abat un autre Bf 110 au-dessus de Clacton. Le 24, il endommage sévèrement un Bf 110 rencontré à Douvres puis le suit à distance pour le voir s'écraser dans la Manche, au large du Cap Gris-Nez, après que l'un des deux membres d'équipages ait sauté dans la mer. Le lendemain, Gray abat un Bf 109 dans les environs de Douvres. Cette série de victoire lui vaut la Distinguished Flying Cross, la troisième décoration militaire britannique la plus élevée après la Croix de Victoria et la Conspicuous Gallantry Cross, le 27 août, avec la citation suivante :

« Depuis mai 1940, le pilot officer Gray n'a cessé de voler avec son escadron lors de patrouilles offensives. Il a pris part à de nombreux engagements contre l'ennemi pendant les opérations de Dunkerque et, par la suite, à des opérations aériennes intensives au-dessus de la côte du Kent et pour protéger la navigation dans la Manche. Il a abattu quatre Messerschmitt 109 et, probablement, en a détruit quatre autres. Il a également contribué à la destruction d'un Messerschmitt 109 et d'un Dornier 215. Son exemple, son courage et sa détermination dans l'action ont contribué de manière significative à maintenir le moral de son escadron. »

Colin Gray poursuit sa série de victoires dès le lendemain de sa citation, en endommageant deux Bf 109 et un Do 17. Le 31 août, il abat un Bf 109 près de Maidstone. Le lendemain, les ailerons de son Spitfire sont endommagés lors d'un combat contre trois Heinkel He 111. Il doit se poser en urgence à Hornchurch avant de redécoller aux commandes d'un autre Spitfire. Le Néo-Zélandais connaît lors de cette deuxième sortie le même sort que lors de la première : son moteur est touché par les tirs d'un Bf 109, ce qui le contraint à atterrir en urgence à Biggin Hill. Le même scénario se reproduit le 2 septembre : l'avion de Colin subit des dégâts au cours d'un combat lors duquel il abat un Bf 109 mais il redécolle sur un autre appareil et abat un Bf 110,.
Le lendemain, Gray participe à la destruction d'un Bf 110 qui escortait un raid aérien sur North Weald. Plus tard dans la journée, il abat un Bf 109, qui est sa dernière victoire au cours de la bataille d'Angleterre. Dans la soirée du 3 septembre, le No. 54 Squadron s'envole à destination du nord de l'Angleterre pour se reposer et se rééquiper,. À ce moment, Colin Gray totalise 14,5 victoires confirmées, mais est très éprouvé par la cadence des missions et l'intensité des combats. Après ses 68 sorties de juillet, il en a effectué 60 en août et 13 rien que sur les trois premiers jours de septembre. Son ami et compatriote Alan Deere note que Gray a « les joues sensiblement plus creuses » qu'au début de la guerre, à cause de l'épuisement.
Lorsqu'il se retire de la bataille d'Angleterre, le No. 54 Squadron a subi de lourdes pertes : Colin Gray est l'un des quatre derniers pilotes à être encore présent depuis le début des combats aériens en mai 1940,. Jugé inapte à reprendre les opérations, l'escadron est laissé en repos sur la base de Catterick. Pendant cette période, Colin devient instructeur pour les nouveaux pilotes de la Royal Air Force. Promu flying officer le 23 octobre, il est transféré deux mois plus tard au No. 43 Squadron (en), toujours en tant qu'instructeur. Il peut ainsi essayer le Hawker Hurricane, qu'il juge agréable à piloter, malgré sa préférence personnelle pour le Spitfire. Gray continue à former les pilotes envoyés au No. 43 Squadron par d'autres unités jusqu'à ce qu'il retourne au No. 54 Squadron pour être de commandant de vol à la mi-janvier 1941.

### Front de la Manche
Fin février 1941, le No. 54 Squadron est de retour à Hornchurch pour mener des attaques contre des cibles en France, lors desquelles Colin Gray ne remporte pas d'autres victoires aériennes. Au milieu de l'année, il est affecté au No. 1 Squadron, qui utilise des Hurricane, pour y prendre le commandement d'une escadrille. Le 16 juin, lors d'une des premières sorties depuis son arrivée dans sa nouvelle unité, Gray et son escadrille escortent des Westland Lysander chargés de sauver des pilotes britanniques tombés dans la Manche. Pendant leur mission, les pilotes de la RAF rencontrent un hydravion Heinkel He 59 escorté par des Bf 109. Colin et un autre pilote abattent l'hydravion, tandis que trois Bf 109 sont détruits par d'autres pilotes au cours du combat,.
En juillet, le No. 1 Squadron est redéployé à RAF Tangmere, au sud de l'Angleterre, pour effectuer des missions de protection des navires alliés, mais aussi pour s'entraîner aux interceptions de nuit. Gray est promu flight lieutenant en août 1941.  Le 22 août, il effectue au moins une opération avec le No. 41 Squadron au Havre, lors de laquelle il remporte sa deuxième et dernière victoire de 1941, contre un Bf 109,. En septembre, Colin se voit décerner une barrette à sa Distinguished Flying Cross, avec la citation suivante : 

« Cet officier a détruit huit autres avions ennemis, portant le total de ses victoires à dix-sept. En outre, il a probablement détruit neuf autres avions ennemis. Le Flight Lieutenant Gray a toujours fait preuve de la plus grande ardeur et du plus grand enthousiasme et a été d'une grande aide pour son commandant d'escadron. »

À la fin du mois de septembre, Gray est promu squadron leader à titre temporaire et reçoit le commandement du No. 616 Squadron, ainsi que de sa base d'opération : RAF Westhampnett. Faisant partie de la même escadre que les escadrons basés à Tangmere, le nouvel escadron de Colin Gray mène des missions de jours au-dessus de la France occupée. L'unité est déplacée peu de temps après vers le nord pour y effectuer des patrouilles le long de la côte est de l'Angleterre jusqu'à son transfert  à RAF Kings Cliffe (en) au début de l'année 1942. Peu de temps après, Gray est transféré à l'état-major du No. 9 Group RAF, où il donne des conseils sur les tactiques de chasse.
Il ne revient sur le terrain qu'en septembre 1942, pour une courte période au sein du No. 485 Squadron, un escadron composé en grande majorité de personnel néo-zélandais, avant de prendre le commandement du No. 64 Squadron RAF. Ce dernier utilise le modèle de Spitfire le plus récent, le Mk IX, au-dessus de la Manche et de la France. Colin Gray escorte notamment les premiers raids de bombardement effectués en Europe par les Boeing B-17 américains.

### Méditerranée
À la fin de l'année 1942, Colin Gray est transféré sur le front méditerranéen. Il prend la tête en janvier 1943 du No. 81 Squadron à Gibraltar, où cet escadron est temporairement basé pour se rééquiper en Spitfire Mk.IX. À la fin du mois, le No. 81 Squadron retourne à sa base habituelle en Algérie, près de Bône (actuellement Annaba). Dès le 31 janvier, Gray fait sa première rencontre avec des pilotes ennemis, lors d'une mission d'interception contre un raid allemand dans les environs de Cap Negro, en Tunisie. Colin ne revendique aucun des trois Bf 109 abattus ce jour-là mais déclare dans ses mémoires en avoir abattu un avant d'en laisser le mérite à son ailier,. Le 22 février, il revendique la destruction probable d'un Bf 109, puis l'endommagement d'un autre appareil quelques jours plus tard. Le 2 mars, Gray et un autre pilote déclarent une victoire partagée probable sur un Bf 109 au-dessus de Mateur,.

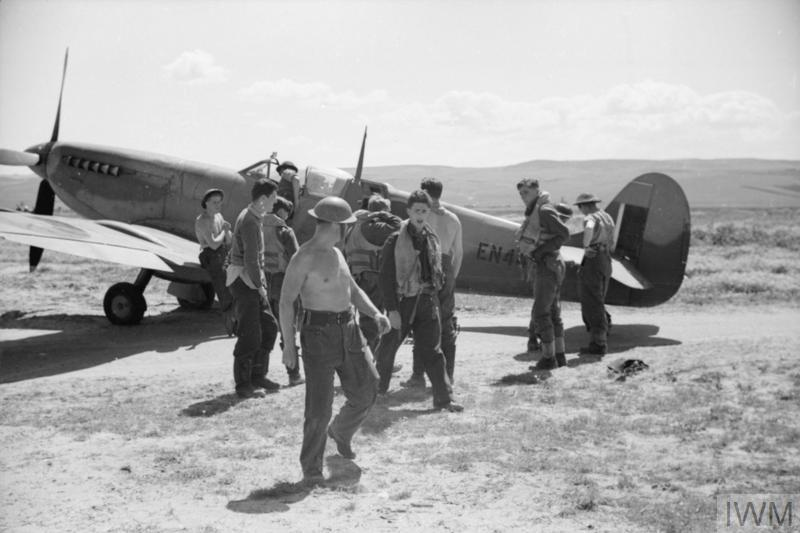
Gray, au centre, portant un gilet de sauvetage de type Mae West, après avoir posé son Spitfire à Souk El Khemis, peu de temps après avoir abattu son 20e avion ennemi.

À la mi-mars, le No. 81 Squadron est redéployé sur l'aérodrome de Souk-el-Khemis, un secteur dans lequel les pilotes ne font plus face seulement à des Allemands mais aussi à des Italiens, principalement équipés de chasseurs Macchi C.202. Colin Gray en abat un au-dessus de Bizerte le 23 mars, puis un Bf 109 deux jours plus tard,. Le 3 avril, Colin abat à nouveau un Bf 109 et observe le pilote sauter de son appareil après que ce dernier ait été touché au niveau de l'emplanture de l'aile. Les renseignements militaires de l'époque sont persuadés qu'il s'agissait de l'as allemand Friedrich-Karl « Tutti » Müller, crédité de 108 victoires à ce moment de la guerre et effectivement présent en Méditerranée. Il s'agissait en réalité d'un homonyme. Toujours au début du mois d'avril, Colin subit une avarie moteur peu de temps après son décollage pour une patrouille. Sur le chemin du retour vers son aérodrome, il croise huit chasseurs-bombardiers Focke-Wulf Fw 190 et essaie de les attaquer malgré ses problèmes mécaniques, sans parvenir à les rattraper. Il réussit cependant à abattre un Bf 109 isolé avant de rentrer à sa base,.
Avant la fin de la campagne d'Afrique du Nord, en mai, Gray remporte quatre nouvelles victoires confirmées sur des Bf 109, en plus d'une victoire probable. Une fois la campagne terminée, il est décoré du Distinguished Service Order pour ses actions et ses qualités de commandement à la tête du No. 81 Squadron, avec la citation suivante :

« Le chef d'escadron Gray est un combattant de première classe, dont l'exemple personnel a favorisé un bel esprit de combat dans l'escadron. Il a participé à de nombreuses sorties lors des opérations en Afrique du Nord et a détruit 5 avions ennemis, ce qui porte son total de victoires à au moins 21. Son courageux leadership a été une source d'inspiration. »

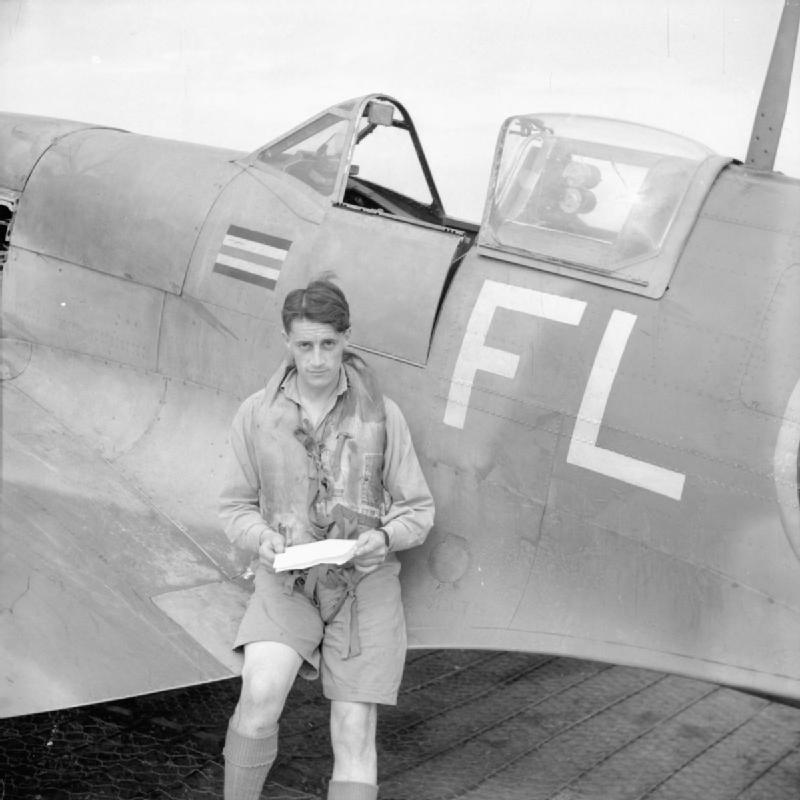
Colin Falkland Gray devant son Spitfire, sur la base de Souk El Khemis.

Dans la foulée, le 1er juin, Colin Gray est promu Wing commander et placé à la tête de la 322e escadre, basée sur l'aérodrome de Ta' Qali à Malte. Avec son unité, Colin Gray mène des patrouilles offensives et des missions d'escorte de bombardiers lors de l'invasion alliée de l'Italie. L'escadre ne se heurte qu'à une opposition allemande occasionnelle. Cependant, dès le 14 juin, Colin Gray abat un Bf 109, puis un Macchi C.202 trois jours plus tard. Le 1er juillet, la 322e escadre est prise en embuscade par plusieurs Bf 109 au-dessus de la Sicile, peu avant le débarquement allié. Colin réussit à abattre un attaquant au cours du combat. Vers la fin du mois de juillet, l'escadre est transférée à Lentini, en Sicile, en préparation de la campagne d'Italie continentale, qui doit débuter en septembre.
Le 25 juillet 1943, Colin Gray remporte ses deux dernières victoires aériennes confirmées de la guerre. Au cours d'une patrouille pour tenter d'empêcher la Luftwaffe de ravitailler les troupes au sol près de Milazzo, lui et les 33 Spitfires qui l'accompagnent fondent sur un grand groupe d'avions de transport Junkers Ju 52 en prenant au dépourvu l'escorte allemande. En tout, ce sont 20 transports (chargés essentiellement d'essence) qui sont abattus par les pilotes de la 322e escadre, dont deux par Colin Gray,,.

### Retour en Europe
Le 1er septembre 1943, Colin Gray est confirmé dans son grade de squadron leader (qui n'était que provisoire jusque-là) et quitte son commandement de la 322e escadre pour occuper un poste au RAF Middle East Command (en),. En octobre, il rentre en Angleterre et occupe un poste d'état-major au quartier général du No. 9 Group avant de prendre le commandement de la No. 2 Combat Training Wing, une unité d'entraînement basée à Balado Bridge (en) en Écosse. Le 9 novembre, Colin reçoit sa médaille du Distinguished Service Order au palais de Buckingham des mains du roi George VI en même temps que son compatriote et ami du temps de la bataille d'Angleterre, Alan Deere. Au même moment, Gray est récompensé d'une deuxième barrette pour sa Distinguished Flying Cross, ce qu'il n'apprend qu'en lisant le journal quelques jours plus tard,.

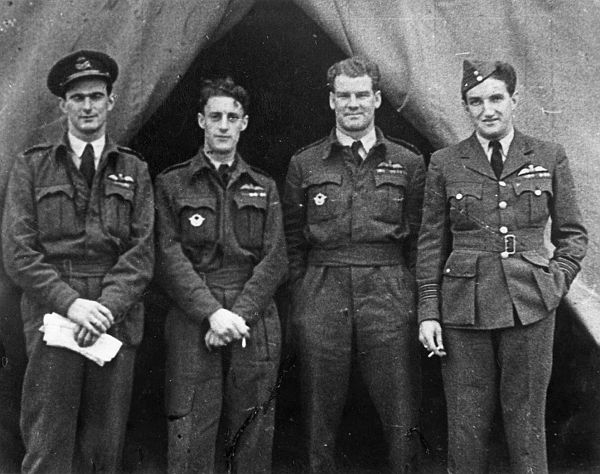
Gray est le deuxième à gauche dans ce groupe de commandants d'escadre néo-zélandais, vers 1944. Les autres, de gauche à droite, sont Edward Wells, Alan Christopher Deere, et Bill Crawford-Compton.

À la fin de l'année 1943, Colin Gray est affecté à un autre poste d'entraînement, cette fois au sein de la No. 61 Operational Training Unit basée à RAF Rednal (en). Il y reste jusqu'en juin 1944, date à laquelle il prend la tête de la branche Spitfire d'une école d'officiers d'aviation de chasse basée à Milfield (en). Quelques mois plus tard, il est nommé commandant de l'escadre Lympne, du nom de sa base (RAF Lympne (en)). De retour dans une unité combattante, Colin dirige des missions d'escorte au-dessus de la France et des Pays-Bas, soutenant notamment les opérations aéroportées dans le cadre de l'opération Market Garden. Son escadre est particulièrement active lors de la bataille d'Arnhem entre le 17 et le 26 septembre 1944. Il s'agira de ses dernières missions de combat. En octobre, Gray se rend une nouvelle fois au palais de Buckingham pour recevoir des mains du roi la deuxième barrette de sa Distinguished Flying Cross, pour laquelle il avait été nommé près d'un an auparavant.
En janvier 1945, Colin suit un cours de commandement supérieur à RAF Cranwell avant de prendre le commandement de la base de Skeabrae (en), située dans une région reculée à l'extrême nord de l’Écosse, dans les Orcades. Selon Gray, dans ses mémoires, le rôle principal de l'escadron de Spitfires basé à Skeabrae était de protéger la base de la Royal Navy à Scapa Flow. En avril, son engagement dans la RAF est rendu permanent (il ne s'était engagé que pour un service court avant le début de la guerre).
Gray termine la guerre dans les Orcades avec plus de 600 heures de vol opérationnel lors desquelles il a enregistré 27 victoires aériennes homologuées, une demi-part dans un autre avion détruit, sept avions probablement détruits et une demi-part dans quatre autres destructions probables, ainsi que douze avions endommagés, ce qui fait de lui le meilleur as néo-zélandais de la Seconde Guerre mondiale,.

## Après-guerre

### Fin de carrière
Colin Gray retourne en Nouvelle-Zélande à l'occasion d'un détachement temporaire auprès de la RNZAF de juillet 1945 à mars 1946 et passe la majeure partie de cette période en permission. Son service actif en Nouvelle-Zélande consiste principalement à donner des conférences aux unités du Air Training Corps (en), une organisation destinée à la jeunesse, censée préparer les futurs candidats à l'entrée dans les forces armées. Lors de cette période, Colin Gray épouse le 20 octobre 1945 Betty Lois Dinnie (née Cook), une veuve ayant eu un enfant de son premier mariage. Le couple aura deux fils et deux filles.
De retour en Angleterre en mars 1946 après la fin de son détachement, Gray est promu au commandant d'escadre à titre provisoire (puis à titre définitif l'année suivante) et affecté au Air Ministry pour servir à la Direction de la prévention des accidents puis, après avoir suivi un cours au RAF Staff College (en) de Bracknell, à la Direction de la liaison avec l'étranger,.
En janvier 1950, Colin est envoyé à Washington en tant qu'officier de liaison auprès de la Joint Services Mission United States. À ce titre, il supervise le programme d'échange entre la RAF et l'United States Air Force. Il retourne au Royaume-Uni en septembre 1952, et après avoir occupé un poste administratif à RAF Stradishall (en) lors du passage de la RAF au Gloster Meteor, il commande la base de Church Fenton, dans le Yorkshire, de mars 1954 à avril 1956, période durant laquelle il est promu group captain,.
Colin Gray est ensuite affecté au quartier général de la Far East Air Force à Singapour. Lors de l'insurrection communiste en Malaisie, il est officier d'état-major responsable des opérations aériennes. Il retourne finalement au Air Ministry au début de l'année 1959 pour occuper de poste de directeur adjoint des opérations de chasse, sous l'autorité du Assistant Chief of the Air Staff. Gray envisage alors de retourner en Nouvelle-Zélande pour des raisons familiales et prend sa retraite de la RAF en mars 1961,.

### Retraite
De retour en Nouvelle-Zélande, Colin Gray travaille pour Unilever à Petone en tant que directeur du personnel jusqu'en novembre 1979, date à laquelle il prend sa retraite.  Il s'installe à Waikanae et dans ses dernières années, il écrit Spitfire Patrol, une autobiographie détaillant sa carrière dans la RAF qui a été publiée en 1990.  La même année, il retourne au Royaume-Uni pour les célébrations du cinquantenaire de la bataille d'Angleterre.
Colin Gray meurt à l'hôpital de Porirua, le 1er août 1995, à l'âge de 80 ans, laissant sa femme Betty, ses quatre enfants et sa belle-fille. Sa dépouille est incinérée et les cendres sont enterrées au cimetière de Porirua.

## Liste des victoires aériennes
La liste des victoires de Colin Falkland Gray ci-dessous est intégralement tirée de l'ouvrage de Christopher Shores et Clive Williams cité en bibliographie.
La liste des victoires de Colin Gray comporte 29 revendications homologuées, mais il n'a en réalité que 27 victoires « complètes » à son actif : les deux autres sont des victoires remportées en collaboration avec d'autres pilotes et donc partagées entre eux. Les revendications non confirmées sont indiquées par la mention N/C dans la colonne de numéro.
| N°  | Date               | Avion         | Unité           | Avion ennemi           | Revendication | Localisation          | Remarque                                             |
| --- | ------------------ | ------------- | --------------- | ---------------------- | ------------- | --------------------- | ---------------------------------------------------- |
| N/C | 24 mai 1940        | Spitfire I    | No. 54 Squadron | Messerschmitt Bf 109   | Probable      | Calais                |                                                      |
| N/C | 24 mai 1940        | Spitfire I    | No. 54 Squadron | Messerschmitt Bf 109   | Probable      | Calais                |                                                      |
| 1   | 25 mai 1940        | Spitfire I    | No. 54 Squadron | Messerschmitt Bf 109   | Détruit       | Gravelines            |                                                      |
| N/C | 3 juillet 1940     | Spitfire I    | No. 54 Squadron | Dornier Do 17          | Probable      | Nord-ouest de Deal    | Victoire probable partagée avec deux autres pilotes. |
| 2   | 13 juillet 1940    | Spitfire I    | No. 54 Squadron | Messerschmitt Bf 109   | Détruit       | Douvres               |                                                      |
| N/C | 24 juillet 1940    | Spitfire I    | No. 54 Squadron | Messerschmitt Bf 109   | Probable      | Nord-ouest de Margate |                                                      |
| 3   | 24 juillet 1940    | Spitfire I    | No. 54 Squadron | Messerschmitt Bf 109   | Détruit       | North Foreland        |                                                      |
| N/C | 25 juillet 1940    | Spitfire I    | No. 54 Squadron | Messerschmitt Bf 109   | Probable      | Est de Douvres        |                                                      |
| 4   | 12 août 1940       | Spitfire I    | No. 54 Squadron | Messerschmitt Bf 109   | Détruit       | Douvres               |                                                      |
| 5   | 12 août 1940       | Spitfire I    | No. 54 Squadron | Messerschmitt Bf 109   | Détruit       | Cap Gris-Nez          |                                                      |
| N/C | 15 août 1940       | Spitfire I    | No. 54 Squadron | Dornier Do 17          | Probable      | Maidstone             |                                                      |
| 6   | 16 août 1940       | Spitfire I    | No. 54 Squadron | Messerschmitt Bf 109   | Détruit       | Est de Hornchurch     |                                                      |
| 7   | 16 août 1940       | Spitfire I    | No. 54 Squadron | Messerschmitt Bf 109   | Détruit       | Est de Hornchurch     |                                                      |
| N/C | 16 août 1940       | Spitfire I    | No. 54 Squadron | Dornier Do 17          | Endommagé     | Est de Hornchurch     |                                                      |
| N/C | 16 août 1940       | Spitfire I    | No. 54 Squadron | Messerschmitt Bf 110   | Endommagé     | Manche                |                                                      |
| 8   | 18 août 1940       | Spitfire I    | No. 54 Squadron | Messerschmitt Bf 110   | Détruit       | Manston               | Victoire partagée entre 5 pilotes.                   |
| N/C | 18 août 1940       | Spitfire I    | No. 54 Squadron | Dornier Do 17          | Endommagé     | Kent                  |                                                      |
| 9   | 18 août 1940       | Spitfire I    | No. 54 Squadron | Messerschmitt Bf 110   | Détruit       | Clacton-on-Sea        |                                                      |
| N/C | 18 août 1940       | Spitfire I    | No. 54 Squadron | Messerschmitt Bf 110   | Endommagé     | Clacton-on-Sea        |                                                      |
| N/C | 18 août 1940       | Spitfire I    | No. 54 Squadron | Messerschmitt Bf 110   | Endommagé     | Clacton-on-Sea        |                                                      |
| 10  | 24 août 1940       | Spitfire I    | No. 54 Squadron | Messerschmitt Bf 110   | Détruit       | Douvres               |                                                      |
| N/C | 24 août 1940       | Spitfire I    | No. 54 Squadron | Messerschmitt Bf 109   | Probable      | Douvres               |                                                      |
| N/C | 24 août 1940       | Spitfire I    | No. 54 Squadron | Messerschmitt Bf 109   | Probable      | Douvres               |                                                      |
| 11  | 25 août 1940       | Spitfire I    | No. 54 Squadron | Messerschmitt Bf 109   |               | Faversham             |                                                      |
| N/C | 26 août 1940       | Spitfire I    | No. 54 Squadron | Messerschmitt Bf 109   | Probable      | Manche                |                                                      |
| N/C | 28 août 1940       | Spitfire I    | No. 54 Squadron | Dornier Do 17          | Endommagé     | Manche                |                                                      |
| N/C | 28 août 1940       | Spitfire I    | No. 54 Squadron | Messerschmitt Bf 109   | Endommagé     | Manche                |                                                      |
| N/C | 28 août 1940       | Spitfire I    | No. 54 Squadron | Messerschmitt Bf 109   | Endommagé     | Manche                |                                                      |
| 12  | 31 août 1940       | Spitfire I    | No. 54 Squadron | Messerschmitt Bf 109   | Détruit       | Maidstone             |                                                      |
| 13  | 1er septembre 1940 | Spitfire I    | No. 54 Squadron | Heinkel He 111         | Détruit       | Est de Biggin Hill    |                                                      |
| 14  | 2 septembre 1940   | Spitfire I    | No. 54 Squadron | Messerschmitt Bf 109   | Détruit       | Est de Biggin Hill    |                                                      |
| 15  | 2 septembre 1940   | Spitfire I    | No. 54 Squadron | Messerschmitt Bf 109   | Détruit       | Chatham               |                                                      |
| 16  | 2 septembre 1940   | Spitfire I    | No. 54 Squadron | Messerschmitt Bf 110   | Détruit       | Hornchurch            |                                                      |
| N/C | 3 septembre 1940   | Spitfire I    | No. 54 Squadron | Messerschmitt Bf 110   | Probable      | North Weald           | Victoire probable partagée avec un autre pilote      |
| 17  | 3 septembre 1940   | Spitfire I    | No. 54 Squadron | Messerschmitt Bf 109   | Détruit       | Côtes françaises      |                                                      |
| 18  | 16 juin 1941       | Hurricane IIb | No. 1 Squadron  | Heinkel He 59          | Détruit       | Folkestone            | Victoire partagée avec un autre pilote               |
| 19  | 22 août 1941       | Spitfire Vb   | No. 41 Squadron | Messerschmitt Bf 109   | Détruit       | Le Havre              |                                                      |
| N/C | 22 février 1943    | Spitfire IX   | No. 81 Squadron | Messerschmitt Bf 109   | Probable      | Bizerte               |                                                      |
| N/C | 2 mars 1943        | Spitfire IX   | No. 81 Squadron | Macchi M.C.202 Folgore | Probable      | Mateur                | Victoire probable partagée avec un autre pilote      |
| 20  | 23 mars 1943       | Spitfire IX   | No. 81 Squadron | Messerschmitt Bf 109   | Détruit       | Bizerte               |                                                      |
| 21  | 25 mars 1943       | Spitfire IX   | No. 81 Squadron | Messerschmitt Bf 109   | Détruit       | Est de Béja           |                                                      |
| 22  | 3 avril 1943       | Spitfire IX   | No. 81 Squadron | Messerschmitt Bf 109   | Détruit       | Tunis                 |                                                      |
| N/C | 20 avril 1943      | Spitfire IX   | No. 81 Squadron | Messerschmitt Bf 109   | Probable      | Bizerte-Tunis         | Victoire probable partagée avec un autre pilote      |
| 23  | 20 avril 1943      | Spitfire IX   | No. 81 Squadron | Messerschmitt Bf 109   | Détruit       | Tunis                 |                                                      |
| N/C | 23 avril 1943      | Spitfire IX   | No. 81 Squadron | Messerschmitt Bf 109   | Probable      | Béja                  |                                                      |
| 24  | 28 avril 1943      | Spitfire IX   | No. 81 Squadron | Messerschmitt Bf 109   | Détruit       | Béja                  |                                                      |
| 25  | 14 juin 1943       | Spitfire IX   | No. 322 Wing    | Messerschmitt Bf 109   | Détruit       | Comiso                |                                                      |
| 26  | 17 juin 1943       | Spitfire V    | No. 322 Wing    | Macchi M.C.202 Folgore | Détruit       | Comiso                |                                                      |
| 27  | 10 juillet 1943    | Spitfire IX   | No. 322 Wing    | Messerschmitt Bf 109   | Détruit       |                       |                                                      |
| 28  | 25 juillet 1943    | Spitfire V    | No. 322 Wing    | Junkers Ju 52          | Détruit       | Milazzo               |                                                      |
| 29  | 25 juillet 1943    | Spitfire V    | No. 322 Wing    | Junkers Ju 52          | Détruit       | Milazzo               |                                                      |